# Tooth (bergstopp i Kenya)
Tooth är en bergstopp i Kenya.   Den ligger i länet Meru, i den centrala delen av landet, 140 km norr om huvudstaden Nairobi. Toppen på Tooth är 4 630 meter över havet.
Terrängen runt Tooth är bergig söderut, men norrut är den kuperad.  Trakten runt Tooth är nära nog obefolkad, med mindre än två invånare per kvadratkilometer. Det finns inga samhällen i närheten. Trakten runt Tooth består i huvudsak av gräsmarker.